# Velká Británie na Letních olympijských hrách 1996
Velkou Británii na Letních olympijských hrách v roce 1996 reprezentovalo 300 sportovců (184 mužů a 116 žen) ve 22 sportovních odvětvích.

## Medailová umístění
| Medaile | Jméno                                                                                             | Sport      | Disciplína                      |
| ------- | ------------------------------------------------------------------------------------------------- | ---------- | ------------------------------- |
| Zlato   | Matthew Pinsent Steve Redgrave                                                                    | Veslování  | Muži dvojka bez kormidelníka    |
| Stříbro | Ben Ainslie                                                                                       | Jachting   | Muži třída Open Laser           |
| Stříbro | Steve Backley                                                                                     | Atletika   | Muži hod oštěpem                |
| Stříbro | Roger Black                                                                                       | Atletika   | Muži 400 metrů                  |
| Stříbro | Jonathan Edwards                                                                                  | Atletika   | Muži trojskok                   |
| Stříbro | Paul Palmer                                                                                       | Plavání    | Muži 400 m volný způsob         |
| Stříbro | Jamie Baulch Roger Black Mark Richardson Iwan Thomas Mark Hylton (rozběh) Du'aine Ladejo (rozběh) | Atletika   | Muži štafeta 4 × 400 metrů      |
| Stříbro | John Merricks Ian Walker                                                                          | Jachting   | Muži třída 470                  |
| Stříbro | Neil Broad Tim Henman                                                                             | Tenis      | Muži čtyřhra                    |
| Bronz   | Chris Boardman                                                                                    | Cyklistika | Muži časovka jednotlivců        |
| Bronz   | Denise Lewisová                                                                                   | Atletika   | Ženy sedmiboj                   |
| Bronz   | Max Sciandri                                                                                      | Cyklistika | Muži silniční závod jednotlivců |
| Bronz   | Graeme Smith                                                                                      | Cyklistika | Muži 1 500 m volný způsob       |
| Bronz   | Steve Smith                                                                                       | Atletika   | Muži skok vysoký                |
| Bronz   | Tim Foster Rupert Obholzer Greg Searle Jonny Searle                                               | Veslování  | Muži čtyřka bez kormidelníka    |